# Delage

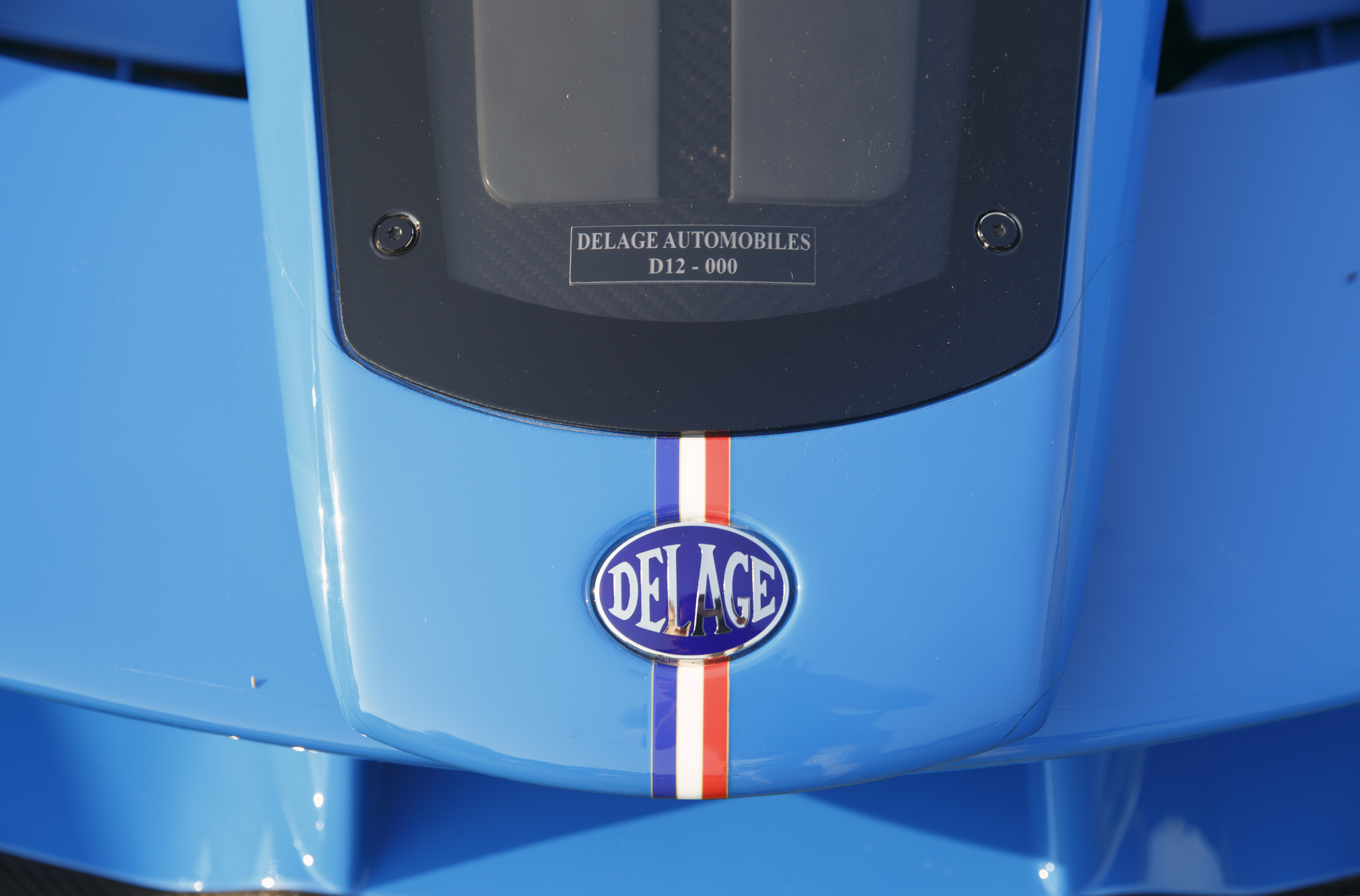

Delage – francuskie przedsiębiorstwo produkujące samochody sportowe oraz wyższej klasy średniej. Największy rozwój firmy nastąpił w latach dwudziestych, kiedy auta tej marki nadawały ton modzie motoryzacyjnej dzięki wysokim osiągom i eleganckim karoseriom. Zakłady podupadły w czasie Wielkiego Kryzysu i w 1935 roku zostały kupione przez Delahaye. Marka Delage została jednak utrzymana do 1953 roku. 
Autem tej marki René Thomas wygrał w 1914 roku wyścig Indianapolis 500.
W październiku 2019 roku stowarzyszenie „Les Amis de Delage”, utworzone w 1956 roku i właściciel marki Delage, ogłosiło ponowne założenie przez francuskiego biznesmena Laurenta Tapie firmy Delage Automobiles, która ma w planach stworzenie francuskiego supersamochodu o nazwie Delage D12. 

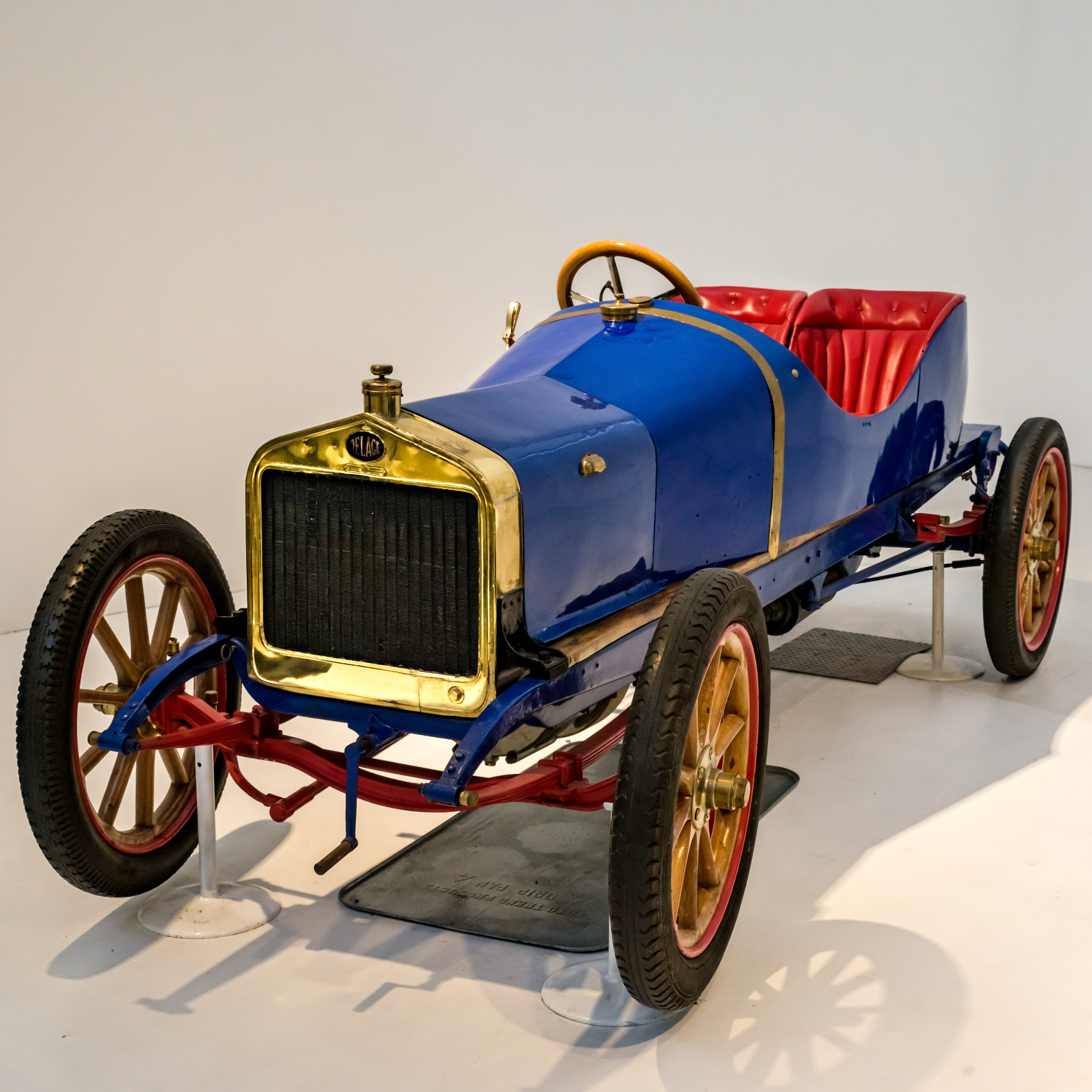
Delage Type F (1908)
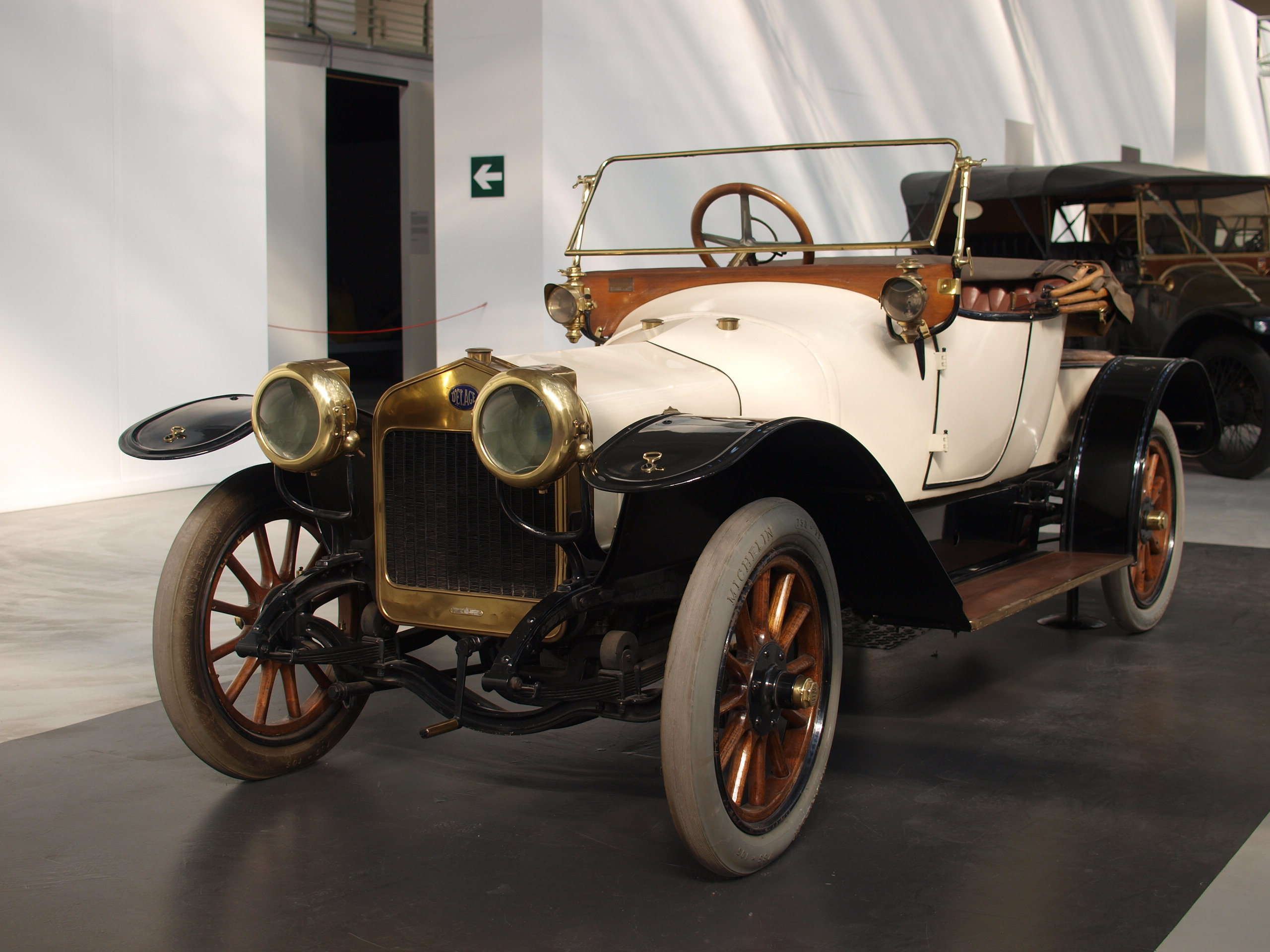
Delage Type AB (1913)
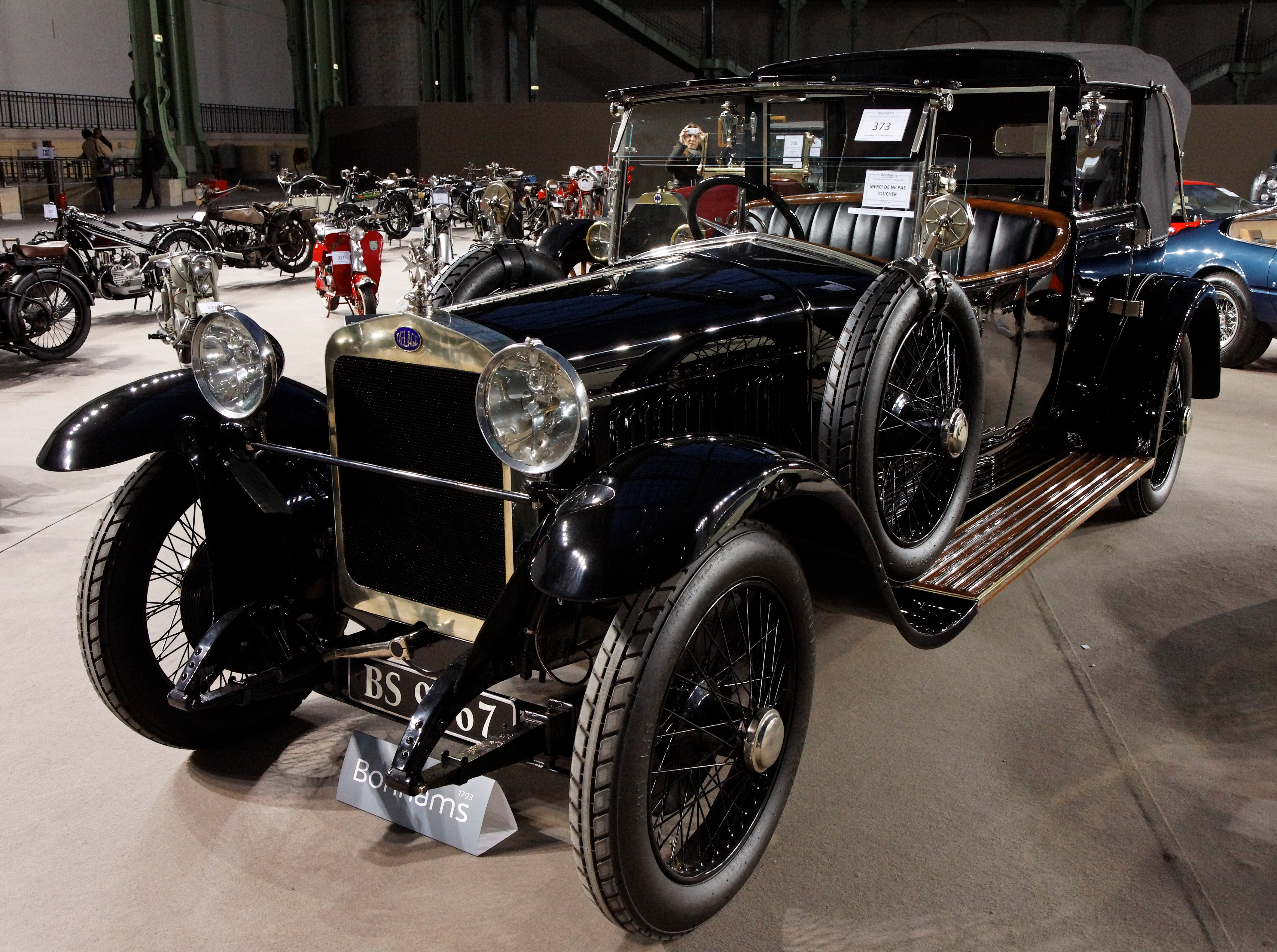
Delage Type CO (1920)
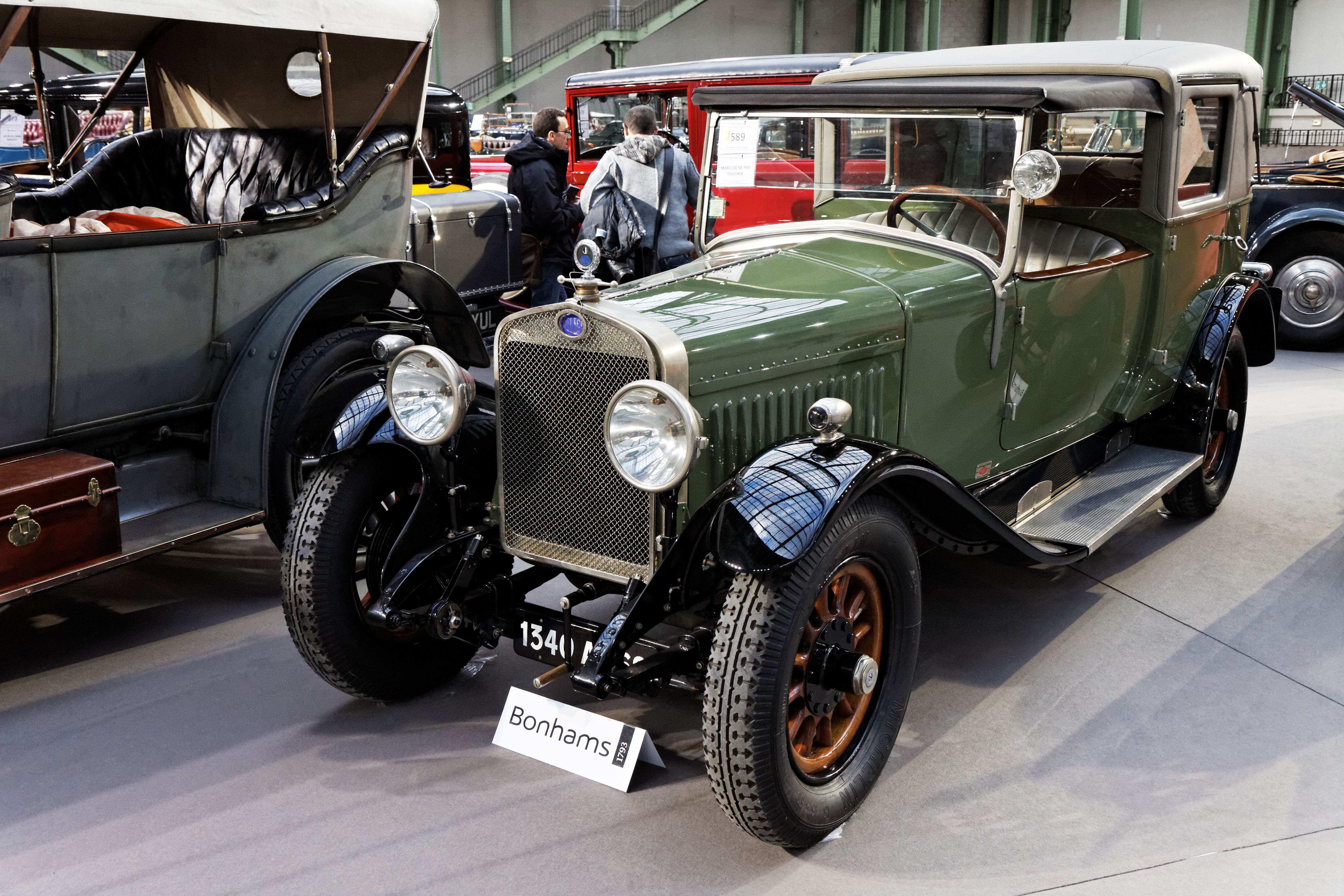
Delage Type DI (1927)
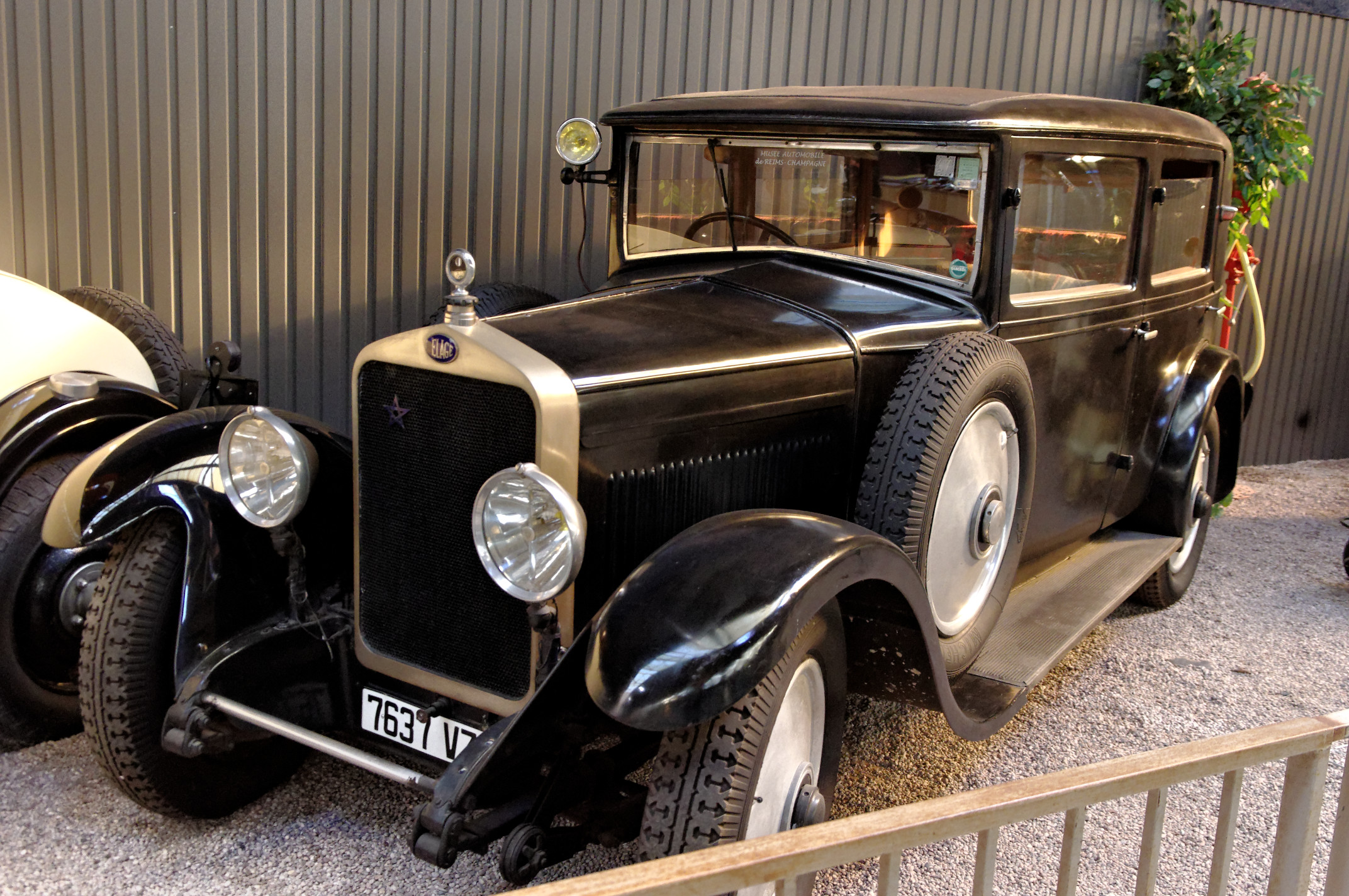
Delage DR 70 (1929)
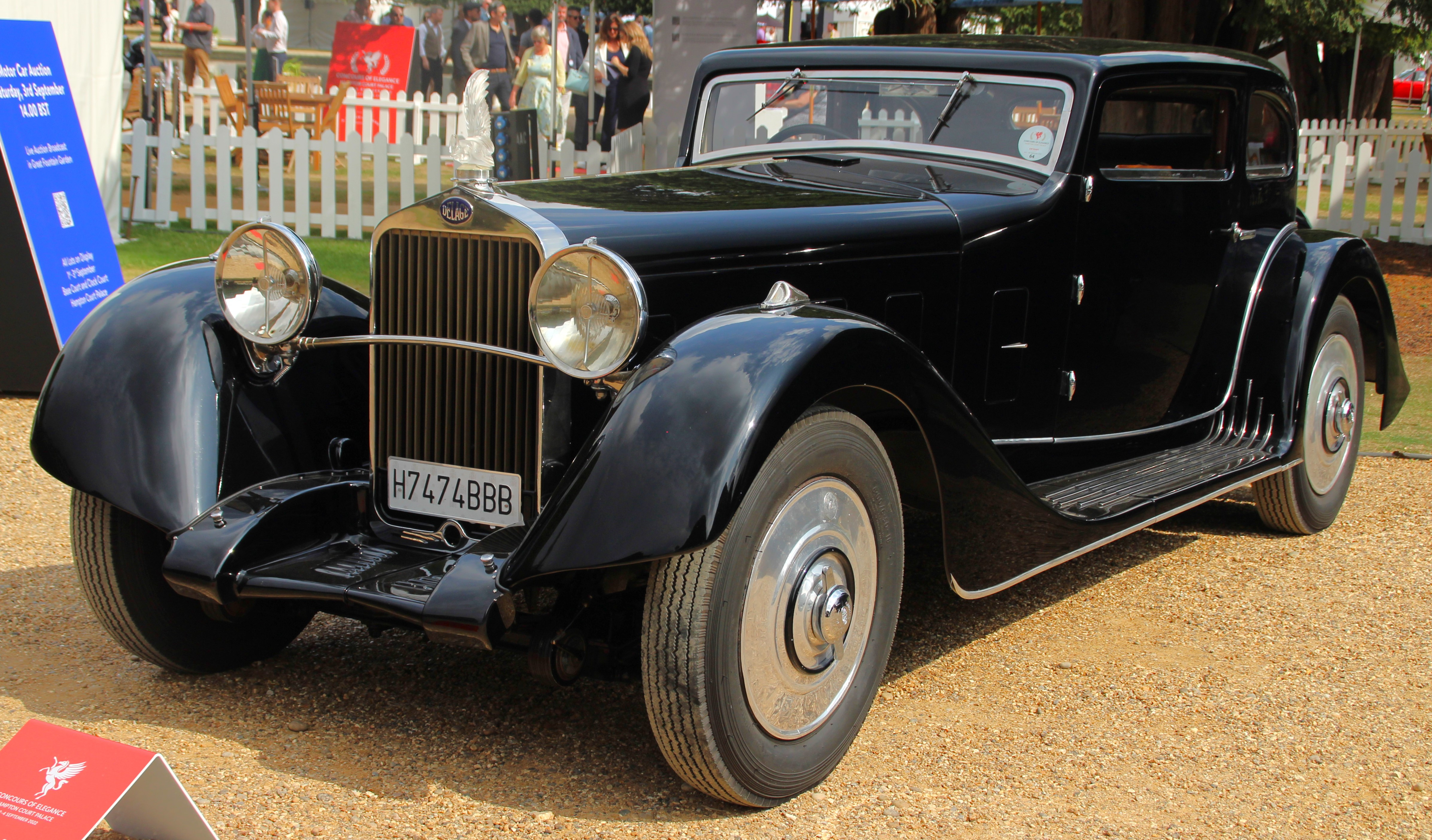
Delage D8 S (1933)
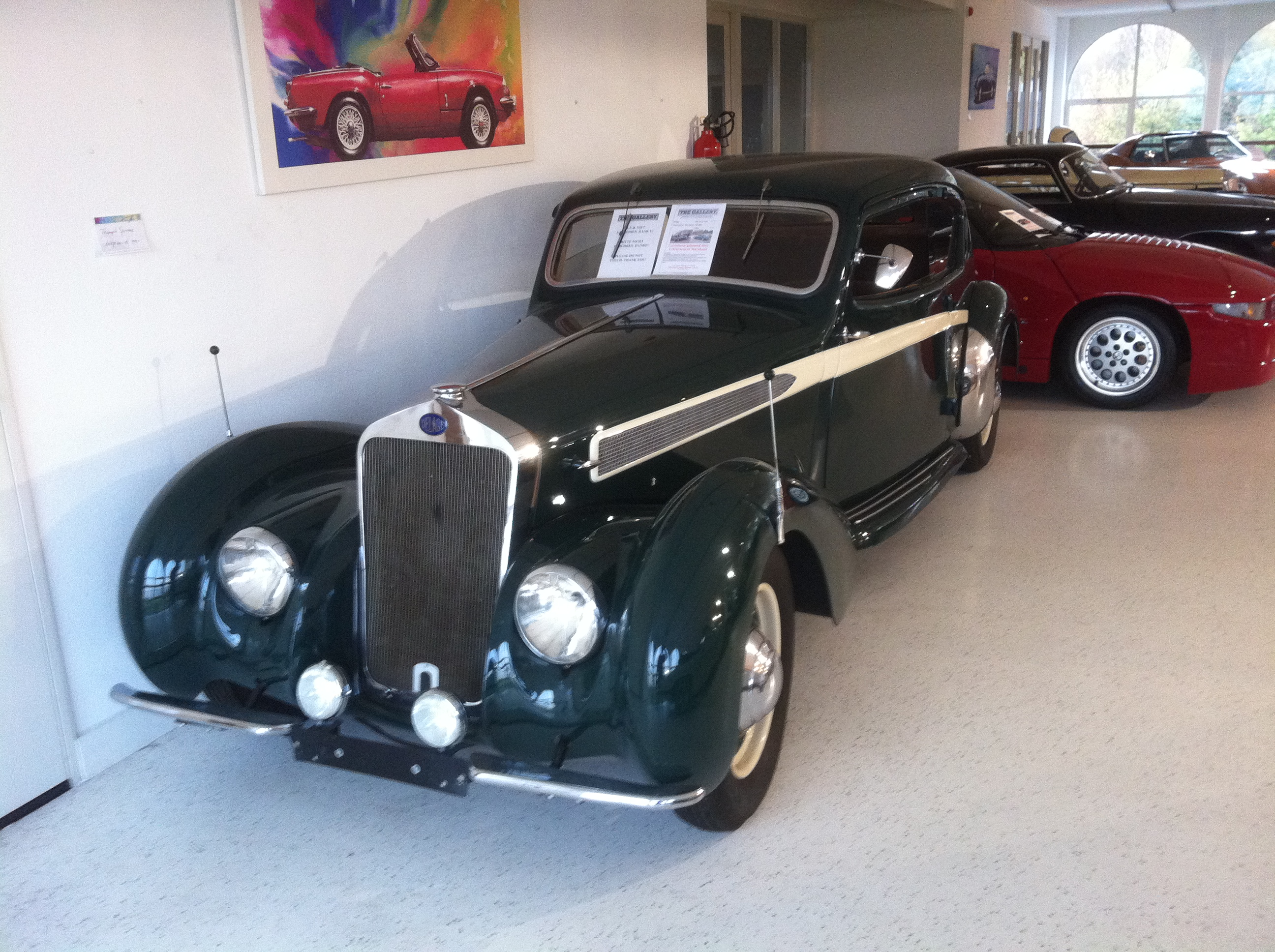
Delage D6 (1938)
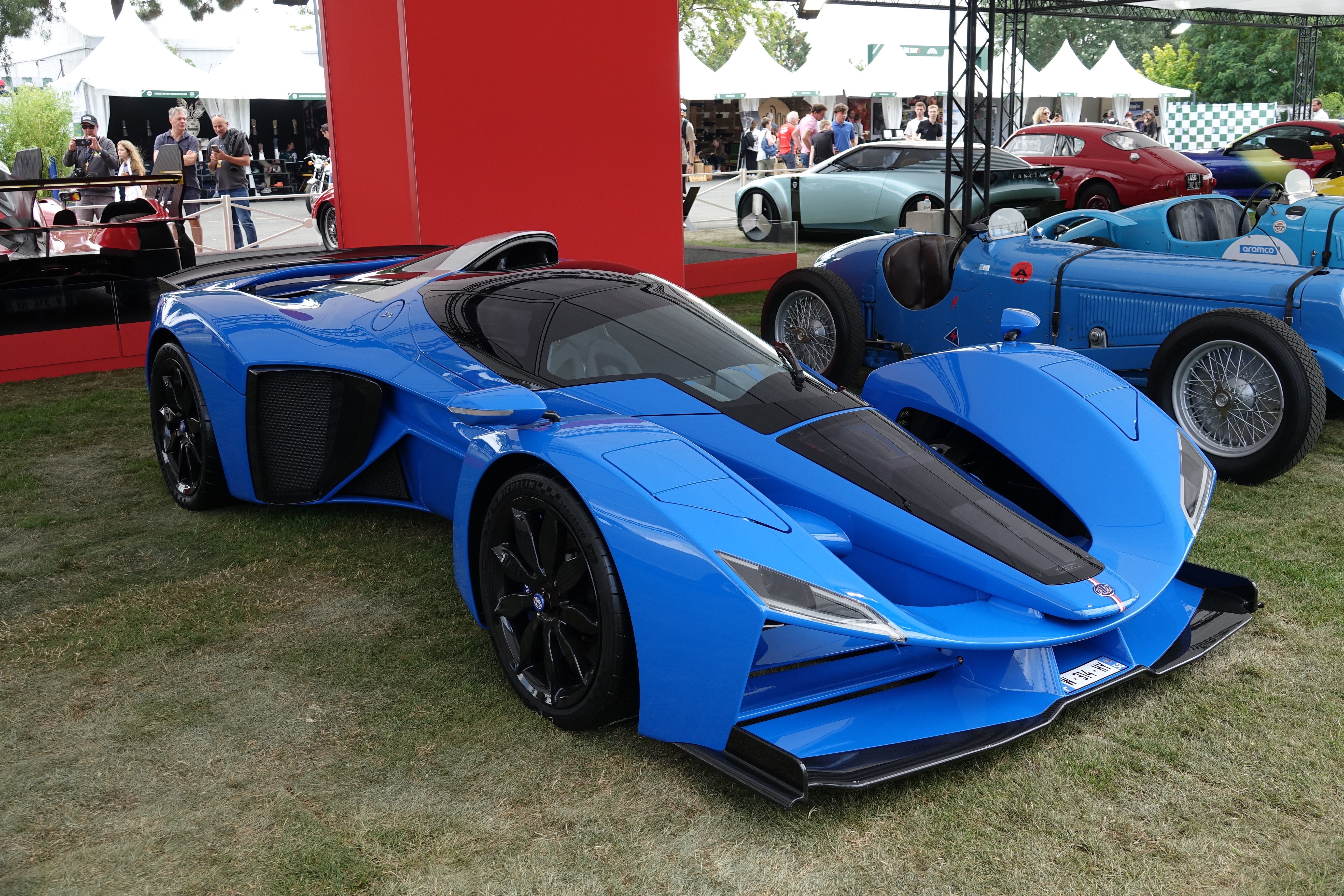
Delage D12 (2023)